# アラム・サロイヤン
アラム・サロイヤン（Aram Saroyan、1943年9月25日 ‐ ）は、アメリカの詩人、小説家、伝記作家、回想家、劇作家。
ウィリアム・サローヤンの子。
サロイアン、サローヤンとも表記される。

## 来歴
ニューヨークで生まれる。1970年代から80年代までカリフォルニア州ボリナスに住み、その後はサンタモニカに移住。アメリカではそこそこ有名で、教科書に彼の作品が載ることも珍しくないという。2008年ウィリアム・カーロス・ウィリアムズ賞受賞。
代表作に、父ウィリアムの死を書いた、『最後の儀式』や、詩『m』などがある。